# Liste der Prinzen namens Ferdinand

## Habsburgisch-Österreichische Prinzen
- der Erbtitel der österreichischen Prinzen lautet Erzherzog Ferdinand, siehe Ferdinand von Habsburg

## Prinzen aus den deutschen Ländern
- Ferdinand von Braunschweig (1721–1792), Prinz, General
- Ferdinand von Hohenzollern-Sigmaringen (1865–1927), Prinz, ab 1914 König Ferdinand I. von Rumänien

## Prinzen von Spanien
- Ferdinand wurde 1530 als zweiter Sohn von Karl I. von Spanien und dessen Gemahlin Isabella von Portugal geboren und starb 1530.
- Ferdinand wurde am 4. Dezember 1571 als ältester Sohn von Philipp II. von Spanien und dessen vierter Gemahlin Anna von Österreich geboren, und starb am 18. Oktober 1578.
- Ferdinand wurde am 16. Mai 1609 als dritter Sohn von Philipp III. von Spanien und dessen Gemahlin Margarethe von Österreich geboren, und starb am 9. November 1641. Er war Kardinal und Erzbischof von Toledo.
- Ferdinand Maria Joseph wurde am 19. Oktober 1824 als dritter Sohn von Karl Maria von Spanien und dessen erster Gemahlin Maria Franziska von Portugal geboren, und starb am 2. Januar 1861.
- Ferdinand wurde am 11. Juli 1850 als ältester Sohn von Isabella II. von Spanien und deren Gemahl Franz von Assis geboren, und starb am 11. Juli 1850.

## Prinzen von Portugal
- Ferdinand von Avis wurde am 29. September 1402 als sechster Sohn von Johann I. von Portugal und dessen Gemahlin Philippa von Lancaster geboren, und starb am 5. Juni 1443.
- Ferdinand wurde am 11. Mai 1433 als dritter Sohn von Eduard I. von Portugal und dessen Gemahlin Eleonore von Aragón geboren, und starb am 18. September 1470. Ferdinand bekam den Titel eines Herzogs von Viseu verliehen und heiratete Brites von Portugal. Aus dieser Ehe stammen zehn Kinder
- Ferdinand wurde am 5. Juni 1507 als dritter Sohn von Emanuel I. (Manuel I.) von Portugal und dessen zweiter Gemahlin Maria von Aragón-Kastilien geboren, und starb am 7. November 1534. Er bekam den Titel eines Herzogs von Guarda. Ferdinand heiratete Guymore von Coutinho, mit der er die Kinder Maria (* 8. Dezember 1538; † 8. Juli 1577), Katharina (* 18. Januar 1540; † 15. November 1614) und Eduard (* März 1541; † 28. November 1576) hatte.
- Ferdinand Maria d’Assis Anton Apollinario wurde am 23. Juli 1846 als vierter Sohn von Maria II. von Portugal und deren zweiten Gemahl Ferdinand II. von Sachsen-Coburg-Gotha geboren, und starb am 6. November 1861.

## Prinzen von Savoyen (Italien)
- Ferdinand wurde als vierter Sohn von Thomas Franz von Savoyen-Carignan und dessen Gemahlin Marie von Bourbon geboren, und starb am 8. Juli 1637
- Ferdinand wurde am 15. November 1822 als zweiter Sohn von Karl Albert von Sardinien und dessen Gemahlin Maria Theresia von Toskana geboren, und starb am 10. Februar 1855. Ferdinand trug den Titel eines Herzogs von Genova. Er war mit Elisabeth von Sachsen verheiratet und hatte mit ihr die Kinder Margarita (* 20. November 1851; † 4. Januar 1926) und Thomas Albert (* 6. Februar 1854; † 15. April 1931).
- Ferdinand Humbert Philipp Adalbert wurde am 21. April 1884 als ältester Sohn von Thomas Albert von Genova und dessen Gemahlin Isabella von Bayern geboren, und starb am 24. Juni 1963. Er trug den Titel eines Herzogs von Genova. Ferdinand heiratete Maria di Ricaldone.

## Prinzen von Sizilien
- Ferdinand wurde am 27. August 1800 als Sohn von Franz I. von Sizilien und dessen erster Gemahlin Maria Klementine von Österreich geboren, und starb am 1. Juli 1801.